# Internationale Bachgesellschaft
Die Internationale Bachgesellschaft Schaffhausen ist die Trägerinstitution der alle zwei Jahre stattfindenden Bachfeste in Schaffhausen.
1946 gründete man in einer der Grenzstädte zum zerstörten Deutschland unter der Ehrenpräsidentschaft von Albert Schweitzer die Internationale Bachgesellschaft, die sich zum Ziel setzte, im Zeichen der Musik die Grenzen zwischen Staaten und Ideologien zu überschreiten. So gelang es beispielsweise, hier bis 1989 neben anerkannten Musikern aus aller Welt auch qualifizierte Bach-Interpreten aus beiden deutschen Staaten gemeinsam auftreten zu lassen. Für die Bachgesellschaft wurden anfangs unter anderem die Komponisten Arthur Honegger, Frank Martin, Othmar Schoeck sowie die Musiker Pau Casals und Bruno Walter aktiv.
Seit vielen Jahren wird dem Œuvre von Johann Sebastian Bach bei den Bachfesten auch Musik der Romantik und Moderne gegenübergestellt.